# Luís Vidigal
José Luís da Cruz Vidigal, mais conhecido como Vidigal (Sá da Bandeira, Angola, 15 de Março de 1973), é um treinador e ex-futebolista que atuava como médio.

## Carreira
José Luís da Cruz Vidigal representou a Seleção Portuguesa de Futebol, nas Olimpíadas de 1996, que terminou em quarto lugar. 

## Títulos
Sporting
- Primeira Liga: 1999-00